# إديث بومان
إديث بومان (بالإنجليزية: Edith Bowman)‏ هي صحفية بريطانية، ولدت في 15 يناير 1975 في Anstruther ‏ في المملكة المتحدة.

## وصلات خارجية
- الموقع الرسمي
- إديث بومان على موقع IMDb (الإنجليزية)
- إديث بومان على موقع ميوزك برينز (الإنجليزية)
- إديث بومان على موقع قاعدة بيانات الفيلم (الإنجليزية)